# Górnik Łęczna (piłka nożna kobiet)
GKS Górnik Łęczna – żeńska drużyna piłkarska z Łęcznej, występująca w Ekstralidze kobiet. 1 stycznia 2007 nastąpiło wydzielenie męskiej sekcji piłkarskiej z wielosekcyjnego GKS Górnik Łęczna i utworzenie spółki akcyjnej (Górnika Łęczna S.A.). Pod szyldem GKS Górnik Łęczna oprócz sekcji kobiecej piłki nożnej działają jeszcze sekcje tenisa ziemnego, MMA i zapasów w stylu wolnym.

## Historia
Sekcja kobieca w Łęcznej powstała 10 grudnia 2002 roku, a jej pierwszym trenerem został Janusz Mieczkowski. Klub dołączył do oficjalnych rozgrywek II ligi grupy lubelskiej w sezonie 2003/04. Pierwszym oficjalnym meczem było wygrane dla Górnika 7:2 spotkanie przeciwko drużynie Kinga Krasnystaw. W swoim debiutanckim sezonie Górnik Łęczna na finiszu rozgrywek zajął 4. miejsce w tabeli. W sezonie 2004/05 Łęczniankom udało się wywalczyć z 2 miejsca awans do I ligi grupy północnej, lecz klub nie zagrzał długo miejsca w I lidze i sezon 2005/6 zakończył spadkiem. Ponowny awans do I ligi, tym razem grupy południowej, Górniczki wywalczyły w sezonie 2006/07, w styczniu tego sezonu doszło również do zmiany szkoleniowca. Nowym trenerem został Mirosław Staniec. Oprócz awansu do wyższej klasy rozgrywkowej Górnikowi Łęczna udało się także osiągnąć półfinał Pucharu Polski, z którego Łęcznianki odpadły po przegranym 0:5 meczu wyjazdowym z Medykiem Konin. Pod wodzą nowego szkoleniowca Górnik Łęczna zdołał się utrzymać w I lidze przez dwa kolejne sezony, wywalczając ostatecznie z 2 miejsca awans do Ekstraligi w sezonie 2009/10. Górniczki w tym czasie również sięgnęły dwukrotnie 1/8 i raz 1/4 finału Pucharu Polski. Mirosław Staniec uczynił Górnika Łęczna jednym z najsilniejszych klubów kobiecych w Polsce, jego największe sukcesy to dwukrotne zdobycie brązowego medalu Mistrzostw Polski w sezonach 2011/12 i 2012/13 oraz Wicemistrzostwa Polski w sezonie 2013/14.

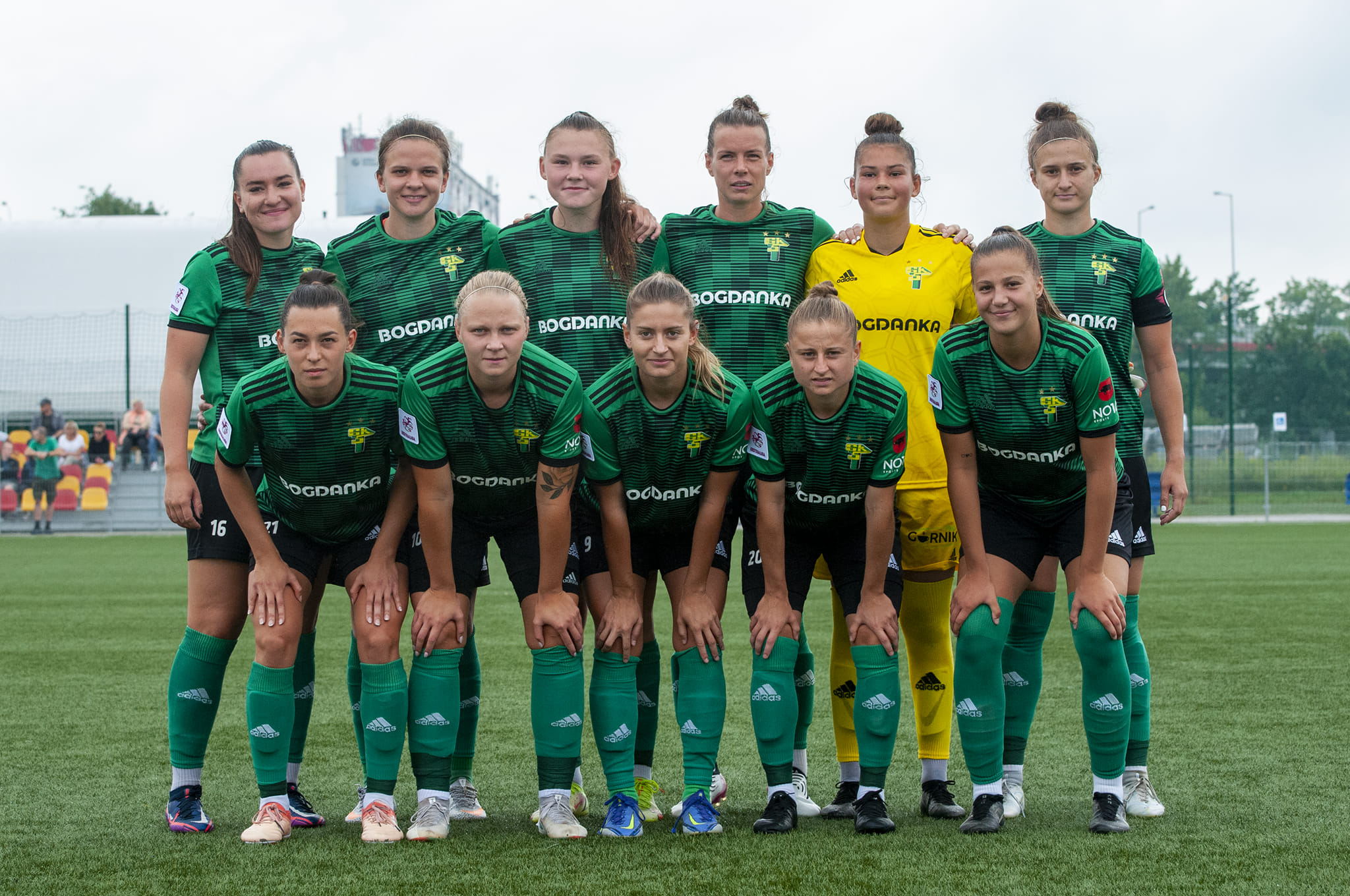
Drużyna w 2022 r.

W październiku 2014 roku nowym szkoleniowcem został Piotr Mazurkiewicz. Pod jego wodzą Górniczki zdobyły brązowy medal Mistrzostw Polski w sezonie 2014/15, dwa Wicemistrzostwa Polski w sezonach 2015/16 oraz 2016/17, a także trzykrotnie sięgnęły finału Pucharu Polski w sezonach 2014/15, 2015/16 i 2016/17. We wszystkich tych finałach Górnik Łęczna przegrał z Medykiem Konin, w sezonie 2014/15 0:5, w 2015/16 3:0, natomiast w 2016/17 1:2. W sezonie 2017/18 pomógł Górnikowi Łęczna wywalczyć jego i zarazem swój pierwszy tytuł Mistrza Polski (na trzy kolejki przed końcem rozgrywek, kiedy to Górnik w 24 kolejce pokonał u siebie ASZ PWSZ Wałbrzych 2:1) oraz Puchar Polski, gdzie w finale łęcznianki wygrały z Czarnymi Sosnowiec 3:1.

## Sukcesy
- Mistrzostwo Polski kobiet:
  -  Mistrz Polski (3x): 2017/18, 2018/19, 2019/20
  -   II miejsce (5x): 2013/14, 2015/16, 2016/17, 2021/22, 2022/23
  -   III miejsce (4x): 2011/12, 2012/13, 2014/15, 2020/21

- Pucharu Polski kobiet:
  -  Finalista (3x): 2014/15, 2015/16, 2016/17

- Półfinał Pucharu Polski: (5x) 2006/07, 2011/12, 2013/14, 2018/19, 2020/21

## Obecny skład
Stan na 31 sierpnia 2024
| Nr | Poz. | Piłkarz            |
| -- | ---- | ------------------ |
| 13 | BR   | Sandra Urbańczyk   |
| 79 | BR   | Amelia Zagozdon    |
| 2  | OB   | Katja Skupień      |
| 7  | OB   | Weronika Smaza     |
| 11 | OB   | Aleksandra Drąg    |
| 14 | OB   | Kimberly Sanford   |
| 19 | OB   | Marcjanna Zawadzka |
| 20 | OB   | Julita Głąb        |
| 23 | OB   | Emilia Walczak     |
| 24 | OB   | Jagoda Cyraniak    |
| 7  | PO   | Klaudia Lefeld     |
| 10 | PO   | Dorota Hałatek     |

| Nr | Poz. | Piłkarz                |
| -- | ---- | ---------------------- |
| 17 | PO   | Roksana Ratajczyk      |
| 18 | PO   | Dominika Dereń         |
| 22 | PO   | Julia Ostrowska        |
| 25 | PO   | Inez Sikora            |
| 26 | PO   | Lena Marczak           |
| 27 | PO   | Weronika Kłoda         |
| 28 | PO   | Clarissa Kirsch-Downs  |
| 78 | PO   | Agnieszka Jędrzejewicz |
| 5  | NA   | Julia Piętakiewicz     |
| 6  | NA   | Anna Gliszczyńska      |
| 8  | PO   | Wiktoria Skrzypczak    |
| 9  | NA   | Anna Rędzia            |
| 15 | NA   | Aleksandra Posiewka    |